# Can Creixell
Can Creixell és una masia neoclàssica de Santa Cristina d'Aro (Baix Empordà) inclosa a l'Inventari del Patrimoni Arquitectònic de Catalunya.

## Descripció
Masia de tipologia clàssica que ocupa una gran superfície, tot i que resta dividida en dos per tal de permetre viure-hi dues famílies independentment. És d'estructura complexa, amb dos patis comunicats per una tanca amb porta. L'habitatge està format per dos cossos, un possiblement afegit més tard, amb coberta a dues vessants i el carener paral·lel a la façana principal. Té poques obertures, totes elles allindades a excepció de la porta principal d'arc rebaixat. Els murs són fets amb maçoneria, amb els angles reforçats per carreus de mida gran, i les obertures són totes de pedra
A l'esquerra del pati principal hi ha l'habitatge i a la dreta diverses dependències. A l'altre pati hi destaca un gran porxo amb arcades de maó.

## Història
A la porta de la tanca que divideix els dos patis hi consta la data 1850.